# Warnemünde järnvägsstation

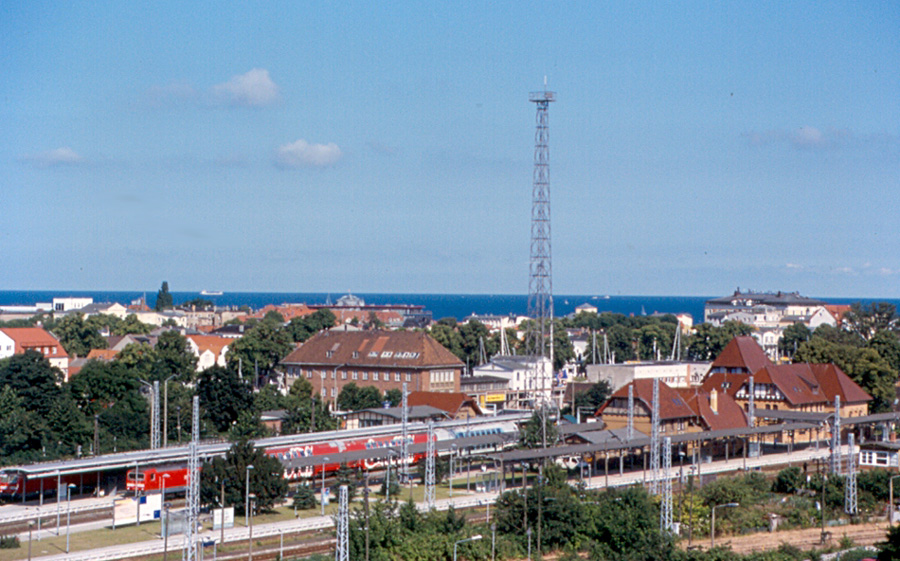
Warnemünde järnvägsstation.

Warnemünde järnvägsstation är en järnvägsstation i Warnemünde i Rostock, Tyskland. Stationen öppnade för trafik 30 september 1903 och ligger på linjen Neustrelitz–Warnemünde. Samtliga tre linjer i Rostocks S-bahnnät vänder i Warnemünde. Det går även fjärrtåg till/från Berlin, Chemnitz, Dresden och Leipzig. Fram till 1995 utgick färjorna till Gedser från stationen. 